# Калевала (корвет)
«Калева́ла» — винтовой корвет с парусным вооружением. Построен в 1858 году в городе Або (Княжество Финляндское). Водоизмещение — 1290 тонн, вооружение — 15 орудий, экипаж: 15 офицеров и 167 нижних чинов.

## Служба
В 1861 году (под командованием капитан-лейтенанта В. Ф. Давыдова) совершил переход из Кронштадта на Дальний Восток и последующие три года ходил по Тихому океану (в это время на борту корвета находился гардемарин Константин Станюкович, известный впоследствии писатель-маринист).
В мае 1862 года корвет участвовал в съёмке с мели клипера «Гайдамак», а затем под флагом командующего эскадры Тихого океана контр-адмирала А. А. Попова ходил из Петропавловского порта по алеутскому пути до Сан-Франциско.
С начала навигации 1863 года корвет (под командованием капитан-лейтенанта Ф. Н. Желтухина) принимал участие в описи вод залива Петра Великого под руководством подполковника корпуса флотских штурманов В. М. Бабкина. По имени корвета «Калевала» названа бухта в южной части залива Посьета залива Петра Великого, обследованная экипажем корвета, им же названа в честь своего корабля.
Далее «Калевала» был отправлен в экспедицию к тихоокеанскому побережью Северной Америки в составе эскадры под командованием контр-адмирала А. А. Попова. Эскадра базировалась на Сан-Франциско. В 1864 году на должность командира корвета заступил капитан-лейтенант Карнеллан. Из Сан-Франциско корвет ушёл в Японию, где начал подготовку к возвращению на Балтику. 
В 1864 году корвет под командованием лейтенанта Ф. А. Геркена вышел в Кронштадт, куда прибыл в 1865 году.
Семь лет плавал на Балтике и в 1872 году был исключён из списков флота.
В 1862 году, во время пребывания корвета в Гонолулу, его посетил король Гавайского королевства Камеамеа IV.
В своей повести «Вокруг света на «Коршуне»» (1896) Константин Станюкович описывает кругосветное плавание корвета в 1861—1863 годах.

## Известные люди, служившие на корабле

### Командиры
- 23.05.1860[10] — 18.10.1862 — капитан-лейтенант Давыдов, Василий Фёдорович
- 1862—1864 капитан-лейтенант Ф. Н. Желтухин
- 1864—1864 капитан-лейтенант Карнеллан
- 1864—186? лейтенант Ф. А. Геркен

### Старшие офицеры
- с 11 (23) октября 1860[11] лейтенант С. А. Конаржевский

### Другие должности
- ??.??.1860—??.??.1863 мичман, с 08.07.1863 лейтенант А. К. Деливрон[6]
- ??.??.1860—03.04.1862 гардемарин Я. А. Гильтебрандт[12]
- ??.09.1860—01.01.1864 штурманский офицер КФШ прапорщик В. И. Герасимов[13]
- 13.02.1862—??.??.1865 старший офицер лейтенант В. П. Верховский[14]
- 03.04.1862—??.??.1865 мичман Я. А. Гильтебрандт[12]
- ??.??.1863—??.??.1863 мичман П. Н. Дурново[15]
- ??.??.1864—??.??.1865 лейтенант А. К. Деливрон[6]
- 01.01.1864—??.??.1865 мичман В. И. Герасимов[13]